# 2107 Ilmari
2107 Ilmari (1941 VA) là một tiểu hành tinh vành đai chính do Liisi Oterma phát hiện tại Turku ngày 12.11.1941.